# برزجی، رادولییتسا
برزجی (به لاتین: Brezje) یک منطقهٔ مسکونی در اسلوونی است که در Municipality of Radovljica واقع شده‌است. برزجی ۴۹۳ نفر جمعیت دارد و ۴۸۳ متر بالاتر از سطح دریا واقع شده‌است.